# Onofre Cabell
Onofre Cabell (Barcelona, ? - L'Alguer, Sardenya, 1618) fou un músic i teòleg català.
Formà part de l'escolania de Montserrat i prengué l'hàbit de l'orde benedictí en aquest monestir el 1596. Fou vicari general i visitador de la diòcesi de l'Alguer. Deixà un Salteri vesperal i ferial, il·lustrat pel monjo Pere Navarro.